# Närkes runinskrifter 25
Närkes runinskrifter 25 är ett försvunnet vikingatida runstensfragment i Glanshammars kyrka, Glanshammars socken och Örebro kommun. Stenen låg "i kyrkdörren", men vid en ombyggnad 1853 murades ingången igen. Det kan inte uteslutas att Nä 25 finns kvar i den igenmurade kyrkodörren.

## Inskriften
Translitterering av runraden:
[...ur iuh : iuna : -...]
Normalisering till fornvästnordiska:
... hiogg(?) runaʀ(?) ...
Översättning till nusvenska:
... högg(?) runorna(?) ...